# 汉斯·格里德
汉斯·格里德（德語：Hans Grieder，1901年11月12日—1995年10月31日），瑞士前男子竞技体操运动员。他曾获得1928年夏季奥运会男子团体全能金牌和1924年夏季奥运会男子团体全能铜牌。